# .ps
|  | Aquest article tracta sobre el domini d'Internet. Si cerqueu l'extensió de fitxers, vegeu «PostScript». |

.ps és el domini de primer nivell territorial (ccTLD) de Palestina.
L'administra l'Autoritat de Noms d'Internet Nacional de Palestina (PNINA).
Els registres els processen registradors certificats.
El domini de primer nivell internacionalitzat per a l'Estat palestí és .فلسطين, que es representa com a .xn--ygbi2ammx en Punycode.
Només està disponible per a Cisjordània i la Franja de Gaza, i no està disponible a Israel.

## Dominis de segon nivell
Els registres es poden fer al segon nivell, així com sota set dominis de tercer nivell:
- .ps: qualsevol empresa o persona palestina.
- com.ps: entitats comercials.
- net.ps: ISPs i empreses de xarxes.
- org.ps: ONG's i organitzacions sense ànim de lucre.
- edu.ps: institucions educatives.
- gov.ps: institucions de l'Autoritat Nacional Palestina i el govern.
- plo.ps: institucions de l'Organització per l'Alliberament de Palestina.
- sec.ps: organitzacions de seguretat palestines.